# Bharwari
Bharwari é uma cidade e uma nagar panchayat no distrito de Kaushambi, no estado indiano de Uttar Pradesh.

## Geografia
Bharwari está localizada a 25° 33′ N, 81° 30′ L. Tem uma altitude média de 88 metros (288 pés).

## Demografia
Segundo o censo de 2001, Bharwari tinha uma população de 14,776 habitantes. Os indivíduos do sexo masculino constituem 52% da população e os do sexo feminino 48%. Bharwari tem uma taxa de literacia de 59%, inferior à média nacional de 59.5%; a literacia no sexo masculino é de 66% e no sexo feminino é de 51%. 16% da população está abaixo dos 6 anos de idade.